# VSB-30

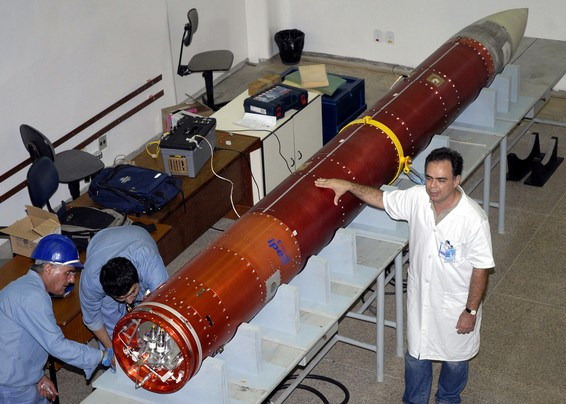
VSB-30 fusée assemblée

VSB-30, acronyme en portugais de Veículo de Sondagem Booster – 30 (Véhicule de sondage booster – 30), ou Foguete Suborbital VSB-30 (« Fusée suborbitale VSB-30 ») est une série de fusées-sondes brésiliennes. Elle a remplacé les fusées Skylark à l'Esrange. Le VSB-30 a été lancé pour la première fois le 23 octobre 2004 au centre de lancement d'Alcântara. Le premier lancement à l'Esrange a eu lieu le 1er décembre 2005.

## Caractéristiques techniques

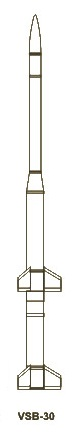
VSB-30 configuration

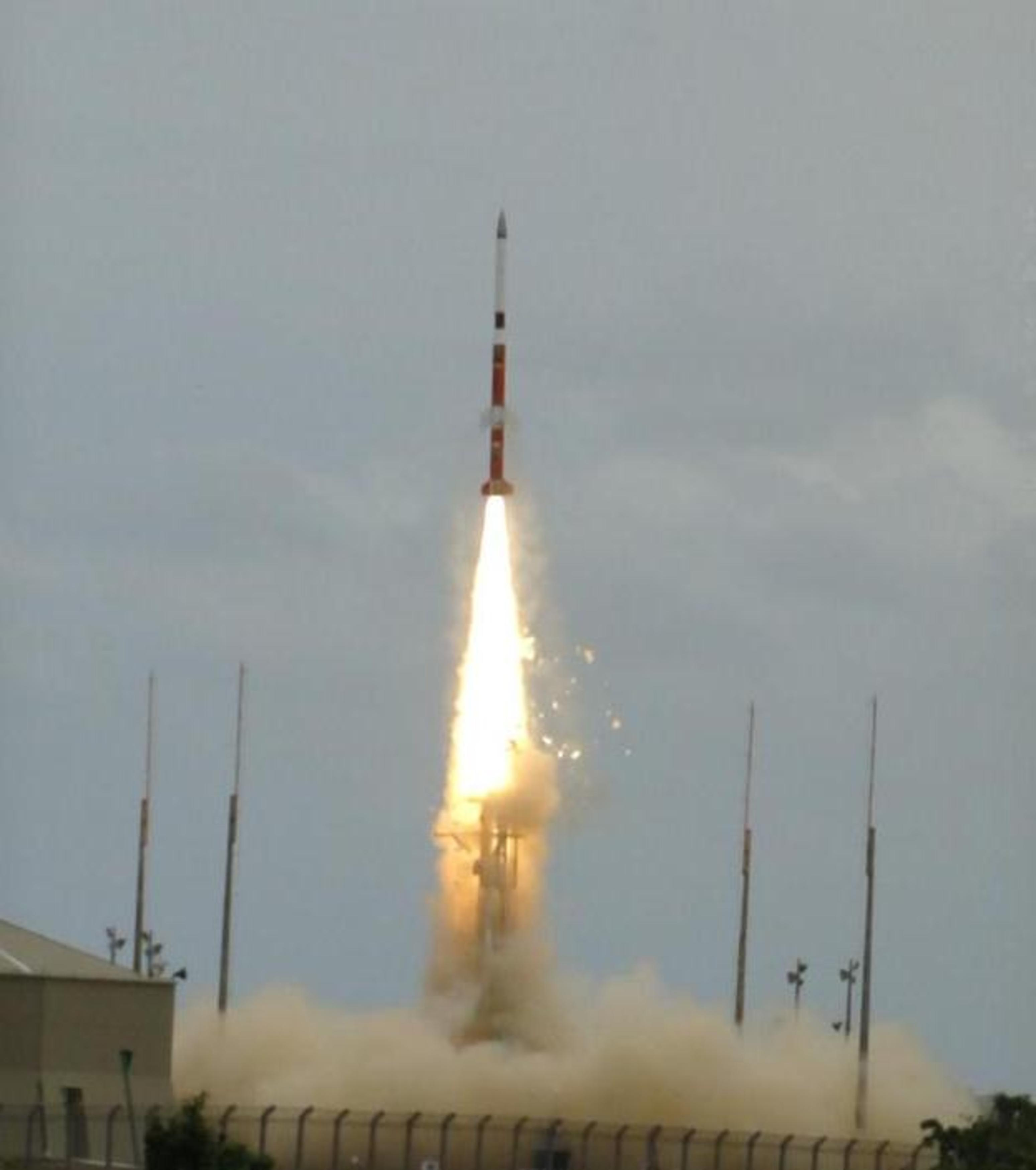
Décollage de la 7ème fusée VSB-30.

Le VSB-30 est basée sur la fusée VS-30 (moteur S-30) avec l'ajout d'un étage de booster (moteur S-31). Le développement a commencé en 2000 en coopération avec le DLR.
La fusée peut transporter une charge utile de 400 kilogrammes à une altitude de 270 kilomètres. Elle a une poussée au décollage de 240 kilonewtons et une masse totale de 2570 kilogrammes. Elle a un diamètre de 0,57 mètre et d'une longueur de 12,6 mètre.
- Longueur : 12 600 mm
- Étages : 2
- Masse de la charge utile : 400 kg
- Diamètre : 570 mm
- Masse totale au décollage : 2570 kg
- Apogée : 270 km
- Propergol solide HTPB

| Caractéristique      | Étage S-30 | Étage S-31 |
| -------------------- | ---------- | ---------- |
| Masse                | 1 200 kg   | 900 kg     |
| Masse brute          | 1 200 kg   | 900 kg     |
| Masse hors carburant | 341 kg     | 284 kg     |
| Hauteur              | 3,30 m     | 3,20 m     |
| Diamètre             | 0,56 m     | 0,56 m     |
| Poussée              | 102,00 kN  | 240,00 kN  |
| Durée de combustion  | 20 s       | 11 s       |

| Étape                            | Temps écoulé | Altitude |
| -------------------------------- | ------------ | -------- |
| Allumage premier étage           | 0 s          | 0 km     |
| Décollage                        | 0,45 s       | 0 km     |
| Décollage                        | 13,5 s       | 3,617 km |
| Décollage                        | 15 s         | 4,323 km |
| Décollage                        | 31 s         | 6,5 km   |
| Décollage                        | 44 s         | 43,1 km  |
| Décollage                        | 55 s         | 64,3 km  |
| Décollage                        | 56 s         | 66,1 km  |
| Décollage                        | 106 s        | 71,7 km  |
| Décollage                        | 209 s        | 0 km     |
| Apogée                           | 259 s        | 252,7 km |
| Déploiement parachute            | 492,6 s      | 6,1 km   |
| Retour au sol de la charge utile | 497 s        |          |

## Historique des vols
Liste des vols , :
- VSB-30 XV-01 - "Cajuana test" - 23 octobre 2004 - Apogée : 240 km
- VSB-30 V02 -"TEXUS EML-1/TEXUS 42 Microgravity mission" - 1er décembre 2005 - Apogée : 263 km
- VSB-30 V03 -"TEXUS 43 Microgravity mission" - 10 mai 2006 - Apogée : 237 km
- VSB-30 V04 -"Cuma II Microgravity mission" - 19 juillet 2007 - Apogée : 242 km
- VSB-30 V05 -"DLR TEXUS 44 (EML-2)" - 7 février 2008 - Apogée : 264 km
- VSB-30 V06 -"DLR TEXUS 45" - 21 février 2008 - Apogée : 270 km
- VSB-30 V08 -"MASER 11" - 15 mai 2008 - Apogée : 252 km
- VSB-30 V09 -"TEXUS 46" - 22 novembre 2009
- VSB-30 V10 -"TEXUS 47" - 29 novembre 2009
- VSB-30 V07 -"MICROG 1A" - 12 décembre 2010 - Apogée : 242 km
- VSB-30 V15 -"TEXUS 49" - 29 mars 2011 - Apogée : 268 km
- VSB-30 V14 -"TEXUS 48" - 29 mars 2011 - Apogée : 268 km
- VSB-30 V16 -"MASER 12" - 13 février 2012 - Apogée : 259 km[4]
- VSB-30 V17 -"TEXUS 50" - 12 avril 2013
- VSB-30 V20 -"CRYOFENIX" - 22 février 2015
- VSB-30 V13 -"HIFiRE 7" - 30 mars 2015
- VSB-30 V18 -"TEXUS 51" - 23 avril 2015
- VSB-30 V21 -"TEXUS 52" - 27 avril 2015
- VSB-30 V24 -Mapheus 5 - 30 juillet 2015
- VSB-30 V22 -"MASER 13" - 1er décembre 2015
- VSB-30 V23 -"TEXUS 53" - 23 janvier 2016
- VSB-30 V11 - "MICROG 2" - 7 décembre 2016
- VSB-30 V19 - "MAIUS 1" - 23 janvier 2017
- VSB-30 - MAPHEUS 6 - 13 mai 2017
- VSB-30 V12 - "HIFiRE 4a / HIFiRE 4b" - 30 juin 2017
- VSB-30 V32 - "Cruzeiro" - 15 décembre 2021

## Voir aussi

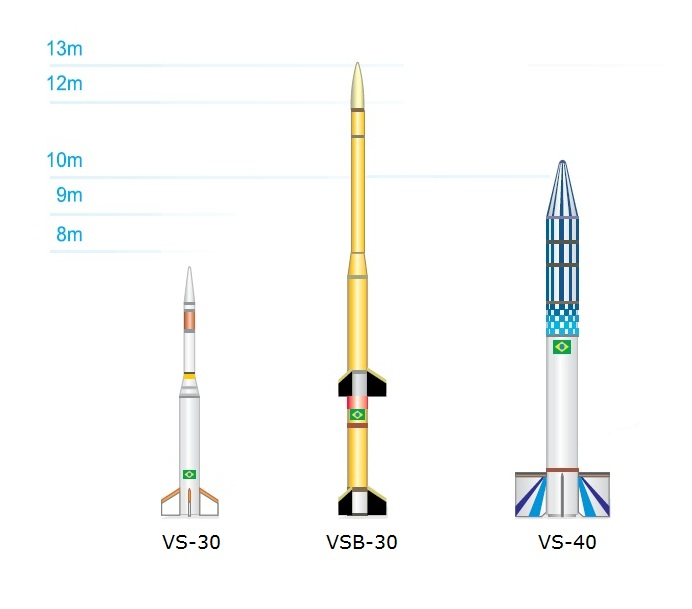
Famille des fusées brésiliennes VS.